# Derby Sorocabano
O Derby Sorocabano é um clássico da cidade de Sorocaba, envolvendo os clubes do São Bento e do Atlético Sorocaba, que ocorre desde 1993. O Galo Sorocabano sempre teve vantagem sobre o Azulão nos confrontos. O Dérbi já ocorreu 40 vezes, sendo a última edição em 2014. Atualmente o Atlético Sorocaba encontra-se licenciado do futebol, enquanto o São Bento disputa o Campeonato Paulista

## Confrontos
| Confrontos |                                   |                     |      |                          |
| Nº         | Jogo                              | Estádio             | Data | Campeonato               |
| 1º         | São Bento 0 x 4 Atlético Sorocaba | Walter Ribeiro      | 1993 | Taça ASI                 |
| 2º         | São Bento 1 x 1 Atlético Sorocaba | Walter Ribeiro      | 1994 | Campeonato Paulista - A3 |
| 3º         | Atlético Sorocaba 1 x 0 São Bento | Rui Costa Rodrigues | 1994 | Campeonato Paulista - A3 |
| 4º         | Atlético Sorocaba 0 x 0 São Bento | Rui Costa Rodrigues | 1995 | Campeonato Paulista - A3 |
| 5º         | Atlético Sorocaba 2 x 0 São Bento | Rui Costa Rodrigues | 1995 | Campeonato Paulista - A3 |
| 6º         | São Bento 0 x 0 Atlético Sorocaba | Walter Ribeiro      | 1996 | Campeonato Paulista - A3 |
| 7º         | Atlético Sorocaba 2 x 2 São Bento | Rui Costa Rodrigues | 1996 | Campeonato Paulista - A3 |
| 8º         | São Bento 1 x 1 Atlético Sorocaba | Walter Ribeiro      | 1997 | Campeonato Paulista - A3 |
| 9º         | Atlético Sorocaba 0 x 2 São Bento | Rui Costa Rodrigues | 1997 | Campeonato Paulista - A3 |
| 10º        | São Bento 2 x 0 Atlético Sorocaba | Walter Ribeiro      | 1998 | Campeonato Paulista - A3 |
| 11º        | Atlético Sorocaba 2 x 1 São Bento | Rui Costa Rodrigues | 1998 | Campeonato Paulista - A3 |
| 12º        | São Bento 1 x 0 Atlético Sorocaba | Walter Ribeiro      | 1999 | Campeonato Paulista - A3 |
| 13º        | Atlético Sorocaba 2 x 1São Bento  | Rui Costa Rodrigues | 1999 | Campeonato Paulista - A3 |
| 14º        | Atlético Sorocaba 4 x 0 São Bento | Rui Costa Rodrigues | 1999 | Copa Estado de São Paulo |
| 15º        | Atlético Sorocaba 1 x 0 São Bento | Walter Ribeiro      | 1999 | Copa Estado de São Paulo |
| 16º        | São Bento 0 x 0 Atlético Sorocaba | Walter Ribeiro      | 2000 | Campeonato Paulista - A3 |
| 17º        | São Bento 1 x 0 Atlético Sorocaba | Walter Ribeiro      | 2001 | Campeonato Paulista - A3 |
| 18º        | Atlético Sorocaba 1 x 1 São Bento | Walter Ribeiro      | 2001 | Campeonato Paulista - A3 |
| 19º        | São Bento 1 x 1 Atlético Sorocaba | Walter Ribeiro      | 2002 | Campeonato Paulista – A2 |
| 20º        | Atlético Sorocaba 2 x 1 São Bento | Walter Ribeiro      | 2003 | Campeonato Paulista – A2 |
| 21º        | São Bento 3 x 1 Atlético Sorocaba | Walter Ribeiro      | 2003 | Campeonato Paulista – A2 |
| 22º        | Atlético Sorocaba 2 x 2 São Bento | Walter Ribeiro      | 2003 | Copa Estado de São Paulo |
| 23º        | Atlético Sorocaba 1 x 0 São Bento | Walter Ribeiro      | 2003 | Copa Estado de São Paulo |
| 24º        | Atlético Sorocaba 1 x 0 São Bento | Walter Ribeiro      | 2004 | Copa Estado de São Paulo |
| 25º        | São Bento 1 x 1 Atlético Sorocaba | Walter Ribeiro      | 2004 | Copa Estado de São Paulo |
| 26º        | São Bento 1 x 4 Atlético Sorocaba | Walter Ribeiro      | 2008 | Campeonato Paulista – A2 |
| 27º        | São Bento 1 x 0 Atlético Sorocaba | Walter Ribeiro      | 2008 | Campeonato Paulista – A2 |
| 28º        | Atlético Sorocaba 1 x 0 São Bento | Walter Ribeiro      | 2008 | Campeonato Paulista – A2 |
| 29º        | São Bento 0 x 1 Atlético Sorocaba | Walter Ribeiro      | 2008 | Copa Paulista            |
| 30º        | Atlético Sorocaba 1 x 1 São Bento | Walter Ribeiro      | 2008 | Copa Paulista            |
| 31º        | Atlético Sorocaba 1 x 1 São Bento | Walter Ribeiro      | 2009 | Campeonato Paulista – A2 |
| 32º        | São Bento 1 x 1 Atlético Sorocaba | Walter Ribeiro      | 2010 | Campeonato Paulista – A2 |
| 33º        | São Bento 0 x 0 Atlético Sorocaba | Walter Ribeiro      | 2010 | Copa Paulista            |
| 34º        | Atlético Sorocaba 1 x 0 São Bento | Walter Ribeiro      | 2010 | Copa Paulista            |
| 35º        | Atlético Sorocaba 2 x 1 São Bento | Walter Ribeiro      | 2011 | Campeonato Paulista – A2 |
| 36º        | São Bento 0 x 2 Atlético Sorocaba | Walter Ribeiro      | 2011 | Campeonato Paulista – A2 |
| 37º        | Atlético Sorocaba 0 x 1 São Bento | Walter Ribeiro      | 2012 | Copa Paulista            |
| 38º        | São Bento 1 x 2 Atlético Sorocaba | Walter Ribeiro      | 2012 | Copa Paulista            |
| 39º        | São Bento 2 x 1 Atlético Sorocaba | Walter Ribeiro      | 2014 | Copa Paulista            |
| 40º        | Atlético Sorocaba 1 x 1 São Bento | Walter Ribeiro      | 2014 | Copa Paulista            |

### Síntese dos confrontos[7][8]
| Campeonato                     | Vitórias do São Bento | Gols do São Bento | Empates | Vitórias do Atlético | Gols do Atlético |
| ------------------------------ | --------------------- | ----------------- | ------- | -------------------- | ---------------- |
| Amistoso                       | 0                     | 0                 | 0       | 1                    | 4                |
| Copa Paulista de Futebol       | 2                     | 10                | 5       | 7                    | 18               |
| Campeonato Paulista - Série A3 | 4                     | 13                | 7       | 4                    | 12               |
| Campeonato Paulista - Série A2 | 2                     | 10                | 3       | 5                    | 15               |
| Geral                          | 8                     | 33                | 15      | 17                   | 49               |

### Amistoso "Taça ASI"
- São Bento (Divisão Intermediária) 0x4 Atlético Sorocaba (Segunda Divisão): 23 de Junho de 1993

### Copa Paulista de Futebol
- Copa Estado de SP/1º turno - Atlético Sorocaba 4x0 São Bento: 26/09/1999 - Rui Costa Rodrigues
- Copa Estado de SP/2º turno - Atlético Sorocaba 1x0 São Bento: 31/10/1999 - Walter Ribeiro
- Copa Estado de SP/1º turno - Atlético Sorocaba 2x2 São Bento: 29/08/2003 - Walter Ribeiro
- Copa Estado de SP/2º turno - Atlético Sorocaba 1x0 São Bento: 2003 - Walter Ribeiro
- Copa Estado de SP/1º turno - Atlético Sorocaba 1x0 São Bento: 2004
- Copa Estado de SP/2º turno - São Bento 1x1 Atlético Sorocaba: 2004
- Copa Paulista de Futebol/1º Turno - São Bento 0x1 Atlético: 2008
- Copa Paulista de Futebol/2º Turno - Atlético 1x1 São Bento: 2008
- Copa Paulista de Futebol/1º Turno - São Bento 0x0 Atlético: 2010
- Copa Paulista de Futebol/2º Turno - Atlético 1x0 São Bento: 2010
- Copa Paulista de Futebol/1º Turno - Atlético 1x2 São Bento: 2012
- Copa Paulista de Futebol/2º Turno - São Bento 1x2 Atlético: 2012
- Copa Paulista de Futebol/1º Turno - São Bento 2x1 Atlético: 2014
- Copa Paulista de Futebol/2º Turno - Atlético 1x1 São Bento: 2014

### Campeonato Paulista Série A3
- São Bento 1x1 Atlético: 1994
- Atlético 1x0 São Bento: 1994
- Atlético 0x0 São Bento: 1995
- Atlético 2x0 São Bento: 1995
- São Bento 0x0 Atlético: 1996
- Atlético 2x2 São Bento: 1996
- São Bento 1x1 Atlético: 1997
- Atlético 0x2 São Bento: 1997
- São Bento 2x0 Atlético: 1998
- Atlético 2x1 São Bento: 1998
- São Bento 1x0 Atlético: 1999
- Atlético 2x1 São Bento: 1999
- São Bento 0x0 Atlético: 2000
- São Bento 1x0 Atlético: 2001
- Atlético 1x1 São Bento: 2001

### Campeonato Paulista Série A2
- São Bento 1x1 Atlético: 2002
- Atlético 2x1 São Bento: 2003
- São Bento 3x1 Atlético: 2003
- São Bento 1x4 Atlético: 2008
- São Bento 1x0 Atlético: 2008
- Atlético  1x0  São Bento: 2008
- Atlético  1x1  São Bento: 2009
- São Bento 1x1 Atlético: 2010
- Atlético 2x1 São Bento: 2011
- São Bento 0x2 Atlético: 2011

#### Primeiro confronto[9]
| Quarta-feira, 23 de junho de 1993 | São Bento | 0 - 4     | Atlético Sorocaba                                                        | Walter Ribeiro, Sorocaba, SP Árbitro: João Paulo Araújo |
| 21:00                             |           | Relatório | Val 19' (2T) · Israel 25' (2T) · Wilsinho 35' (2T) · Marquinhos 38' (2T) | Renda: Cr$ 111.980.000,00                               |

São Bento: Zé Luiz (Cavani); Alemão, Wagner (Rogério), Julio (Marcio Gino) e Agnaldo (Naílton); Paulinho Guarujá, Lico e Luizinho; Mauricio (Carlinhos), Moisés e Magno. Técnico: José Carlos Picini
Atlético: João Carlos; Wilsinho, Lopes, Papinha e De Paula; Israel, Nandinho (Marquinhos), Natelson (Paulinho) e Fernando; Val (Mauro) e Serginho Chulapa (Niltinho). Técnico: Walter Zaparolli.

#### Derbi Sorocabano
Último confronto
| Domingo, 31 de agosto de 2014 | São Bento       | 1 - 1 | Atlético Sorocaba  | Walter Ribeiro, Sorocaba, SP Árbitro: Júnior César Lossávaro |
| 10:00                         | Geguel 07' (1T) |       | Romarinho 13' (1T) |                                                              |

| São Bento | Atlético Sorocaba |